# Brentonico
Brentonico é uma comuna italiana da região do Trentino-Alto Ádige, província de Trento, com cerca de 3.621 habitantes. Estende-se por uma área de 62 km², tendo uma densidade populacional de 58 hab/km². Faz divisa com Mori, Nago-Torbole, Malcesine (VR), Ala e Avio.